# Tauren Wells
Tauren Gabriel Wells (Battle Creek, 7 aprile 1986) è un cantante statunitense. Candidato otto volte ai Grammy Awards., è stato il frontman dei Royal Tailor. Dal 2015 ha intrapreso la carriera solista, pubblicando 2 album e numerosi singoli, premiati con quattro GMA Dove Award su undici candidature.
Dal 2014 ha apperto delle scuole di musica nell'area di Houston, Texas, denominate Prisma Worship Arts School, assieme alla moglie e cantante Lorna Wells.

## Carriera
Nel 2004, Wells forma il gruppo musicale Royal Tailor insieme ad altri 5 musicisti. Nel corso degli anni la band ha pubblicato 2 album, entrambi entrati nella Billboard 200, ottenendo 2 nomination ai Grammy Awards e una ai GMA Dove Awards. Nel 2016, in seguito allo scioglimento del gruppo, firma un contratto con la Reunion Records e dà il via alla sua carriera da solista. Nel 2016 pubblica il suo primo EP da solista Undefeated EP, mentre nel 2017 ottiene il suo primo disco di platino in USA con il singolo Hills and Valleys, che raggiunge inoltre il podio della classifica di Billboard Hot Christians Songs. Sempre nel 2017 pubblica il suo primo album da solista Hills and Valleys, che raggiunge la top 5 della classifica Hot Christians Albums.
Nel 2018 Wells vince 4 premi durante i GMA Dove Awards e ottiene 2 nomination ai Grammy. Sempre nel 2018 ottiene un discreto successo discografico con il singolo Known, che ottiene un disco d'oro e una nomination ai Grammy. Nel 2019 pubblica l'EP Conocido EP, a cui fa seguito nel 2020 l'album Citizen of Heaven, con cui entra per la prima volta nella Billboard 200. Sempre nel 2020 vince altri due premi durante i GMA Dove Awards e ottiene un'altra nomination ai Grammy. Nel 2021 ottiene ulteriori nomination ai Grammy e collabora con la cantante R&B H.E.R. nel singolo Hold Us Together (Hope Mix).

## Vita privata
Wells è sposato con la cantante Lorna Wells, con cui ha quattro figli.

## Discografia

### Solista

#### Album
- 2017 – Hills and Valleys
- 2020 – Citizen of Heaven

#### EP
- 2016 – Undefeated EP
- 2019 – Conocido EP

### Con Royal Tailor

#### Album
- 2011 – Black & White
- 2013 – Royal Tailor

#### EP
- 2009 – Love Like This